# Berner Totentanz

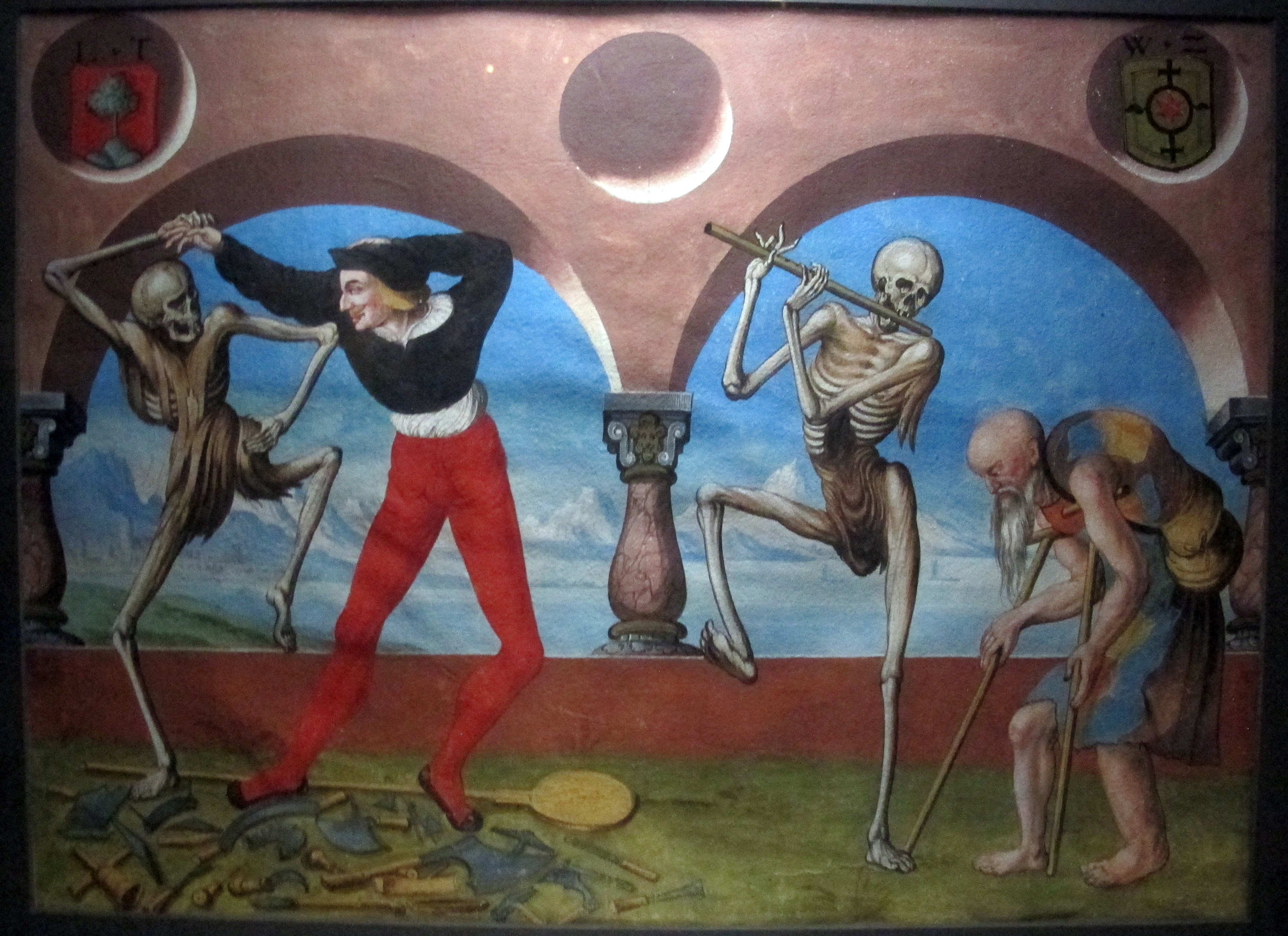
Totentanz-Szene, Kopie von Albrecht Kauw

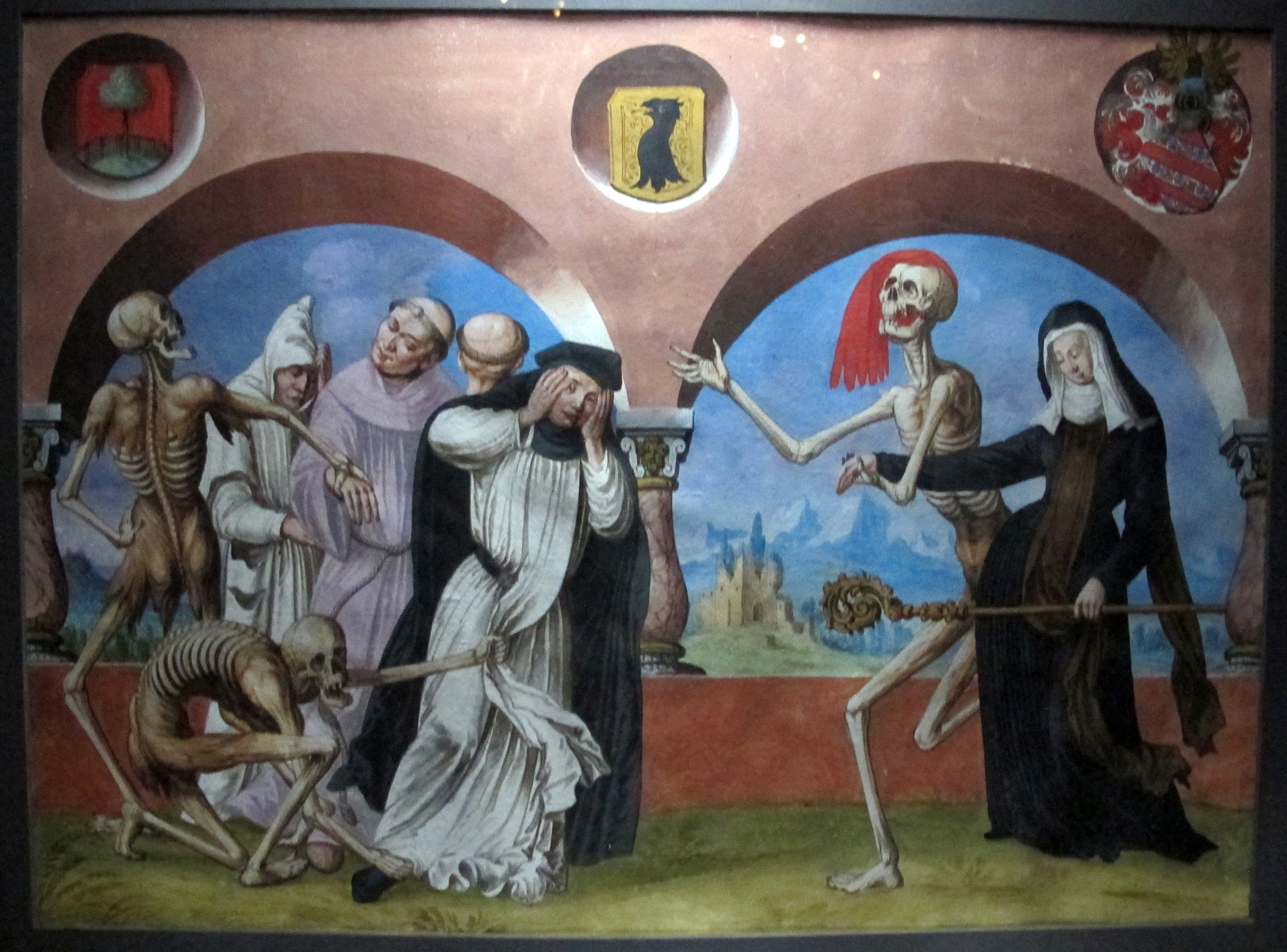
Totentanz-Szene, Kopie von Albrecht Kauw

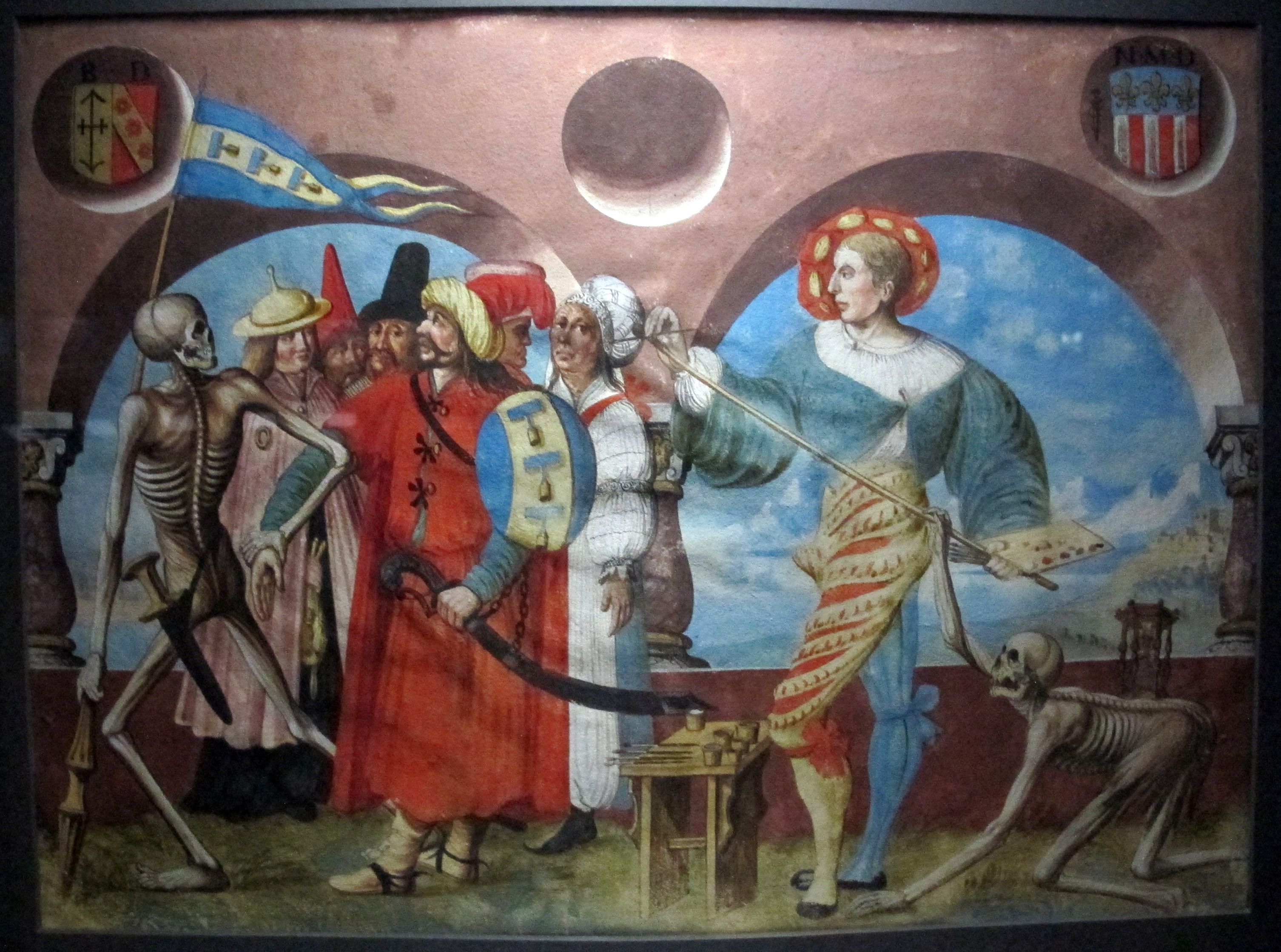
Totentanz-Szene, Kopie von Albrecht Kauw; auf der linken Seite ein Selbstporträt des Künstlers

In Bern gab es bis 1660 an der Klostermauer des ehemaligen Dominikanerklosters am Rande der Altstadt einen Totentanz mit Bildern und Begleitversen von Niklaus Manuel Deutsch (um 1484–1530). Es ist der erste Totentanz in der langen Geschichte dieser Kunstgattung, bei dem der Künstler zweifelsfrei bekannt ist.

## Entstehung und Geschichte
Der Berner Totentanz befand sich an der südlichen Umfassungsmauer des Dominikanerklosters, bei der heutigen Französischen Kirche. Ob er im Innern oder an der Strassenseite der Klostermauer gemalt war, ist nicht zweifelsfrei geklärt; jedenfalls gab es über der Mauer ein hölzernes Pultdach als Wetterschutz. Maler des Totentanzes und Dichter der Begleitverse war der Berner Künstler, Dichter und Staatsmann Niklaus Manuel Deutsch, der sich im letzten Bild des Todesreigens selbst dargestellt hat. Über diesem Bild sind ausserdem sein Wappen, seine Initialen N*M*D und ein kleiner Schweizerdolch mit Schleife als sein Signum zu sehen. Das Wandgemälde in einer Länge von etwa 80 m ist in der Zeit zwischen 1516 und 1519 entstanden.
Um 1516 kehrte der Maler von einem Feldzug in Italien zurück und nutzte einen öffentlichen Auftrag zur Erstellung des Totentanzes. Dabei nutzte er offensichtlich die Möglichkeit, seine Geldgeber in dem Werk in Lebensgröße und in prunkvollen Kostümen zu porträtieren. Weil schriftliche Quellen fehlen, wird vermutet, dass die meisten derjenigen Berner Familien als Auftraggeber und Stifter in Frage kommen, deren Wappen und Initialen in den Medaillons über den einzelnen Szenen abgebildet sind, zumal bei einigen Figuren porträthafte Züge nachgewiesen werden konnten. Der Künstler arbeitete an dem Werk bis zu seinem Tod.
Wegen der Witterungseinflüsse mussten bereits 1553 und 1583 Restaurierungsarbeiten vorgenommen werden, ehe dann 1660 die südliche Klostermauer zur Erweiterung der heutigen Zeughausgasse abgerissen wurde unter vollständiger Zerstörung des Wandgemäldes. Diesen Umgang mit dem bedeutendsten Werk des Berner Künstlers Niklaus Manuel hat man in der Folgezeit scharf kritisiert. Der Kunsthistoriker Joachim von Sandrart schrieb 1670, es sei „nur schade, dass man dieses grosse Werk, so in allen Theilen der Kunst von denen Verständigen hoch gepriesen worden und dieser Stadt trefflichen Ruhm um ein merkliches vermehret, also unachtsam zu Grund gehen lassen.“

## Beschreibung
Die gesamte Szenenfolge und die Begleitverse lassen sich anhand einer zeitgenössischen Kopie rekonstruieren. Noch vor der Zerstörung hatte der aus Strassburg stammende und seit 1640 in Bern ansässige Maler Albrecht Kauw Gouache-Kopien sowohl von dem Totentanzzyklus als auch von dem kalligraphischen Schriftbild der Begleitverse angefertigt (1649). In der Fachliteratur wird Albrecht Kauw zwar peinlich genaue Werktreue bescheinigt, „allein auf das Rhythmische und die Farbigkeit ist kaum Verlass und die mitunter kläglichen Gesichtszüge der Dargestellten entbehren jeden Einfühlungsvermögens seitens des Kopisten; vom Geist MANUELS ist kein Hauch zu verspüren“ (Luc Mojon) und „das Wandbilderwerk ist hier vom Auge eines schon dem barocken Zeitempfinden verpflichteten Nachfahren aufgenommen und von einer schwerfälligeren Hand nachgezeichnet worden, die durch einen weniger sensiblen Geist gelenkt wurde“ (Paul Zinsli). Durch einen glücklichen Zufall hat sich eine eigenhändige Federzeichnung Manuels mit dem „Tod des Chorherrn“ erhalten (Hessisches Landesmuseum Darmstadt); bei einem Vergleich mit der entsprechenden „Priester“-Szene der Kauw’schen Kopien werden die Unterschiede in der künstlerischen Gestaltung und damit die Bedeutung des zerstörten Wandgemäldes besonders deutlich.
Der gesamte Zyklus erstreckte sich über die ca. 100 m lange südliche Klostermauer; er bestand aus zwei Doppelbildern am Anfang und einer Predigerszene am Schluss (auf gerahmten Holztafeln) sowie aus dem eigentlichen Todesreigen als Wandgemälde mit 21 Bildfeldern. Jedes Bildfeld war durch zwei illusionistische gemalte Arkaden unterteilt, getragen von ballusterartigen Säulen, die auf einer kniehohen Sockelmauer standen. Die aneinandergereihten Doppelarkaden wirkten wie ein Laubengang mit Ausblicken auf liebliche Landschaften, die mit den Szenen „auf Leben und Tod“ im Vordergrund stark kontrastierten. Die Zwickel jeder Arkade hatten drei runde nischenartige Vertiefungen, vom Maler vorgesehen zur Aufnahme der Wappenschilde und Initialen der Stifter. Vor der Brüstungsmauer war gewachsener Boden mit Blumen und Gräsern. Unter dem  Doppelbogen eines 310 cm breiten und 230 cm hohen Bildfeldes befanden sich jeweils zwei Szenen mit etwa lebensgrossen Figuren.
Die Szenenfolge beginnt mit den Doppelbildern „Vertreibung aus dem Paradies“ und „Moses empfängt die Gesetzestafeln“ (Tafel I) sowie „Christus am Kreuz mit Maria und Tod“ und „Totenkonzert im Beinhaus“ (Tafel II); er endet mit dem „Prediger“ (Tafel XXIV). Bei diesen Bildern handelt es sich wahrscheinlich um später hinzugefügte gerahmte Holztafeln, deren Bildaufteilung und Malweise sich von den Bildern des eigentlichen Totentanzes unterscheidet.
In den 41 Szenen des eigentlichen Totentanzes tanzt der Tod mit Vertretern der einzelnen Stände in der Weise, dass je zwei Paare oder Gruppen unter einer Doppelarkade agieren (mit Ausnahme des Deutschordensritters Rudolf von Friedingen). Die Todesgestalten geleiten jeweils die 13 Geistlichen und die 26 Vertreter weltlicher Stände sowie am Schluss die Heiden und den Maler nach links in Richtung auf das Konzert im Beinhaus. Im Vergleich mit den Totentänzen in Grossbasel und in Basel-Klingental ist hierbei neuartig, dass der Künstler zu Beginn des 16. Jahrhunderts zunächst die Vertreter des geistlichen Standes auftreten lässt, denen dann die weltlichen Standesvertreter folgen. In Bern tanzen zunächst die Vertreter der geistlichen Stände vom Papst bis zur Begine, gefolgt von den Vertretern des Adels vom Kaiser bis zum Ritter; es schliessen sich an die drei Doctores Jurist, Fürsprecher und Arzt, dann Schultheiss, Rat und Bürger und zum Schluss weitere Vertreter der Bürger, Bauern und Handwerker, dazu der Maler mit der von ihm im Bild festgehaltenen Gruppe der „Heiden“.
Die Bildfolgen waren kommentiert durch selbst gedichtete Dialogverse des Malers Niklaus Manuel Deutsch. Darin verspottete er als Anhänger Martin Luthers und Kritiker der Kirche unter anderem den Klerus aber auch seine Mitbürger in Form von kleinen Dialogen, und alle Gestalten des Totentanzes „scheinen bei diesem Spiel mitgemacht zu haben; im Gewand eines Bischofs, Kardinals oder Papstes müssen sie das Gespött des Todes über sich ergehen lassen, der auf schonungslose Weise ihre Leibesfülle anprangert.“ Manuel „begnügte sich nicht damit sich über die Einbildung lustig zu machen, es gäbe soziale Unterschiede vor dem Tod, sondern verlieh seinem Fresko darüber hinaus eine polemische, närrische Note.“ Seine durchaus eigenständigen Texte, denen aber die Vorbilder vor allem von Basel (um 1440) und Heidelberg (1488) anzumerken sind, blieben erhalten durch eine Abschrift des Berner Schulmeisters Hans Kiener (1576), die 1581 von Huldrich Frölich in Basel gedruckt wurden. Es ist anzunehmen, dass anlässlich der Restaurierung von 1553 auch die Begleitverse durch den ehemaligen Priester und späteren Schulmeister Urban Wyss im Sinne des reformatorischen Gedankenguts teilweise überarbeitet worden sind.

## Bedeutung

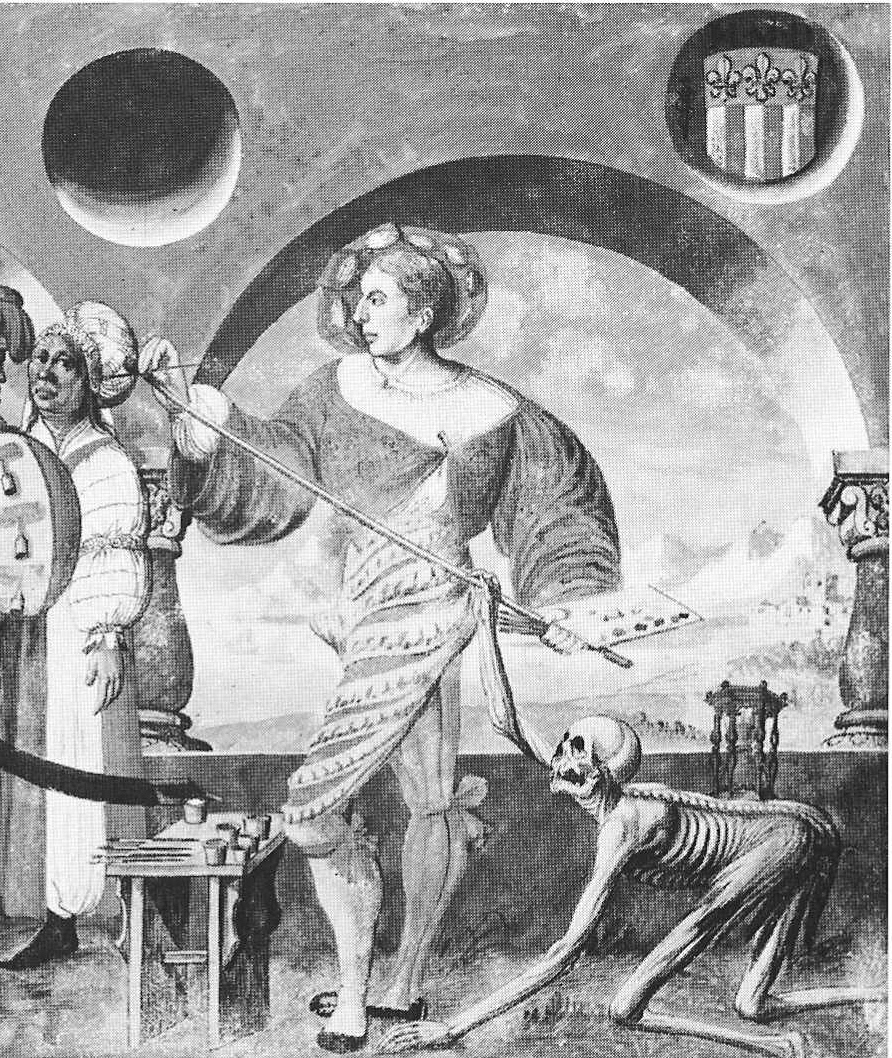
Selbstbildnis Manuels aus dem Berner Totentanz

Als Besonderheit des Totentanzes von Niklaus Manuel ist hervorzuheben, dass die Vertreter der einzelnen Stände nicht mehr typisiert dargestellt werden, sondern dass sich einzelne Vertreter der Berner Stände persönlich und mit ihrem Wappen haben abbilden lassen. „Manuels schöpferische Originalität im Rahmen der Gattung besteht in der konsequenten Gestaltung des Totentanzes zu einem prunkvollen Totenfest. Der opernhafte Luxus der Gewänder, die malerische Lust am Dekorativen erzeugen eine prahlende Selbstdarstellung des Lebens. Und ebendies steigert die Intensität des Zusammenpralls mit teils hämisch-foppenden, teils aggressiv-wilden Todesgestalten. Dazu passt, dass die Verse häufig die gesellschaftskritischen Töne der Gattung in einer Weise verschärfen, dass sie den Rahmen der Busspredigt zu sprengen drohen“ (Gert Kaiser).
Auch der Berner Volkskundler Paul Zinsli hat Bilder und Texte von Niklaus Manuel Deutsch gewürdigt: „Der Berner Totentanz ist gegenüber allen älteren von einem andersartigen und grossartigeren Geist erfüllt und geprägt … Man spürt …, dass eine eigenwillige und starke Persönlichkeit am Werke gewesen ist, und dieser persönliche Ausdruck vor allem hebt unseren Totentanz so eindrücklich heraus aus der Konvention und der Anonymität der alten gemalten und gedruckten Totentänze.“ Der Berner Totentanz von Niklaus Manuel Deutsch gilt als letzte grosse und monumentale Fassung dieser nördlich der Alpen weit verbreiteten mittelalterlichen Bilderfolge über die Vergänglichkeit des menschlichen Lebens.